# خمین
خُمِیْن یکی از شهرهای استان مرکزی است که در جنوبی‌ترین قسمت این استان و در فاصله ۳۲۰ کیلومتری از تهران و ۶۰ کیلومتری از مرکز استان واقع شده است. این شهر زادگاه سید روح‌الله موسوی خمینی، رهبر انقلاب سال ۱۳۵۷ ایران و بنیان‌گذار نظام جمهوری اسلامی ایران است.

## پیشینه تاریخی
محدوده شهرستان خمین امروزی، در گذشته جزئی از ناحیه پهناور بلاد جبال (عراق عجم) بوده که در طول تاریخ نام‌های گوناگونی به خود گرفته است. یونانیان آن را مدیا می‌گفتند چون آنجا سرزمین ماد بوده است و البته نخستین آریاییهای تاریخ و پارسها نیز در این منطقه سکنی گزیده‌اند و سپس پارتهای مهاجر نیز به این منطقه آمده‌اند. در متون جغرافیای اسلامی به نام‌های کوهستان، جبال، جبل، قهستان، قوهستان و بالاخره عراق عجم نامیده شده است. لیکن در کتاب نزهت القلوب مربوط به قرن هشتم هجری از ویژگی‌های این ناحیه سخن به میان آمده و گلپایگانی‌ها آن را کمره می‌خوانده‌اند. برخی نام «خمین» را معرب هُمایون می‌دانند. در منابع به صورت خمهین، حمهین، خهبین، خماهین آمده است و برای اولین بار در کتاب تاریخ پیامبران و شاهان اثر حمزه اصفهانی به نام خمین اشاره شده است.

## نامگذاری
شهرستان خمین را در گذشته کَمَره می‌نامیدند. در کتاب تاریخ قم به قلم سید جلال‌الدین تهرانی، خمین به صورت واژه «خمی‌هن» نوشته شده است. همچنین برخی ریشه نام را «خومیهن» می‌دانند که مرکب از دو کلمه «خو» به معنای خوب و «میهن» به معنای سرزمین است.

## رسانه‌ها
در خمین رسانه‌های متعددی در حال فعالیت‌اند. تنها هفته نامه روزنامه ای این شهر با نام «آوای خمین» چاپ می‌شود همچنین در شهر تعدادی ماهنامه علمی نیز وجود دارد البته خبرگزاری دنیای سیاست رسماً در تاریخ ۱ مرداد ۹۷ رسانه مستقلی با نام سلام خمین راه اندازی کرد که به پوشش اخبار این شهر در شبکه‌های اجتماعی می‌پردازد.

## جغرافیا

### اقلیم و آب و هوا
██ معتدل خزری بسیار مرطوب
██ معتدل خزری
██ مدیترانه‌ای با باران بهاره
██ مدیترانه‌ای
██ کوهستانی سرد
██ کوهستانی بسیار سرد
██ نیمه‌بیابانی سرد
██ نیمه‌بیابانی گرم
██ بیابانی خشک
██ بیابانی خشک گرم
██ خشک ساحلی گرم
██ خشک ساحلی

نقشهٔ اقلیمی ایران. شهر خمین در منطقهٔ مدیترانه‌ای با باران بهاره قرار گرفته است.

متوسط بارندگی در خمین ۲۹۶ میلی‌متر است که سال ۸۱–۸۰ با بیش‌ترین مقدار بارندگی ۴۸۶/۲ میلی‌متر و سال ۷۸–۷۷ با ۱۳۸ میلی‌متر کم‌ترین میزان بارش سالیانه در شهر ثبت شده است.
میانگین سالانه دمای خمین ۱۳/۶ درجه سانتی گراد است. ماه تیر با میانگین ۲۱/۱درجه سانتی گراد گرم‌ترین و ماه دی با میانگین ۶ درجه سانتی گراد سردترین ماه سال است.
میانگین رطوبت سالیانه خمین ۵۱ درصد است. ماه دی با میانگین ۶۳ درصد مرطوب‌ترین و ماه شهریور با میانگین ۲۸ درصد خشک‌ترین ماه سال است.
باد غالب خمین، شمال غربی (۲۷۰ درجه) غربی و بیش‌ترین سرعت باد ثبت شده ۹۴ کیلومتر بر ساعت در اسفند ۱۳۹۶ گزارش شده است.
میانگین تبخیر سالیانه خمین ۲۱۴۴ میلی‌متر است. حداکثر تبخیر در ماه مرداد ۳۹۶ میلی‌متر بوده است.
اقلیم خمین بر اساس روش دومارتن نیمه خشک و بر اساس روش آمبرژه نیمه خشک و سرد است.
آلودگی هوا در شهر خمین اغلب به دلیل گردوغبارهای محلی و توده‌های غباری که از کشور عراق و عربستان به سمت ایران می‌آید می‌باشد.
|                  | ژانویه | فوریه | مارس | آوریل | مه   | ژوئن | ژوئیه | اوت  | سپتامبر | اکتبر | نوامبر | دسامبر |   |       |
| دمای بیشینه (°C) | ۱۵٫۲   | ۱۴/۴  | ۱۹/۲ | ۲۷٫۶  | ۳۱٫۸ | ۳۸٫۶ | ۳۸    | ۳۵٫۶ | ۳۴٫۴    | ۲۸٫۴  | ۲۳٫۲   | ۲۱     | Ø | ۲۵٫۶  |
| دمای کمینه (°C)  | -۸     | -۱۲٫۴ | -۲٫۲ | -۱٫۴  | ۶    | ۷    | ۲۰    | ۹٫۸  | ۸٫۴     | ۱     | -۴٫۶   | -۸٫۲   | Ø | ۱٫۳   |
|                  |        |       |      |       |      |      |       |      |         |       |        |        |   |       |
| بارش (mm)        | ۲۵٫۲   | ۴۴٫۱  | ۵۵٫۸ | ۴۰٫۲  | ۹۱٫۷ | ۰    | ۲     | ۰    | ۰       | ۰     | ۷٫۵    | ۳      | Σ | ۲۶۹٫۵ |
|                  |        |       |      |       |      |      |       |      |         |       |        |        |   |       |
| روزهای بارانی    | ۵٫۸    | ۶٫۳   | ۸٫۳  | ۷٫۴   | ۴٫۴  | ۰٫۸  | ۰٫۳   | ۰٫۲  | ۰٫۵     | ۲     | ۲٫۷    | ۴٫۵    | Σ | ۴۳٫۲  |

| -۸ |

| -۱۲٫۴ |

| -۲٫۲ |

| -۱٫۴ |

| ۶ |

| ۷ |

| ۲۰ |

| ۹٫۸ |

| ۸٫۴ |

| ۱ |

| -۴٫۶ |

| -۸٫۲ |

| -۸ |

| -۱۲٫۴ |

| -۲٫۲ |

| -۱٫۴ |

| ۶ |

| ۷ |

| ۲۰ |

| ۹٫۸ |

| ۸٫۴ |

| ۱ |

| -۴٫۶ |

| -۸٫۲ |

| بارش | ۲۵٫۲   | ۴۴٫۱  | ۵۵٫۸ | ۴۰٫۲  | ۹۱٫۷ | ۰    | ۲     | ۰   | ۰       | ۰     | ۷٫۵    | ۳      |
|      | ژانویه | فوریه | مارس | آوریل | مه   | ژوئن | ژوئیه | اوت | سپتامبر | اکتبر | نوامبر | دسامبر |

| میانگین بارندگی سالانه زراعی | حداکثر بارش ۶۴ ساعته | میانگین تعداد روزهای بارندگی بیش از ۱۰ میلی‌متر | میانگین تعداد روزهای همراه با بارندگی | حداکثر بارندگی سالانه | حداقل بارندگی سالانه | حداکثر بارندگی ماهانه | باد غالب                       |
| ---------------------------- | -------------------- | ---------------------------------------------- | ------------------------------------- | --------------------- | -------------------- | --------------------- | ------------------------------ |
| ۲۹۶ میلی‌متر                  | ۵۳ میلی‌متر           | ۱۰روز                                          | روز۵۱                                 | ۴۸۶ میلی‌متر           | ۱۳۸ میلی‌متر          | ۱۶۱ میلی‌متر           | غرب و جنوب غرب                 |
| میانگین تبخیر سالانه         | حداکثر تبخیر ماهیانه | حداقل دمای مطلق                                | حداکثر دمای مطلق                      | میانگین دمای حداکثر   | میانگین دمای حداقل   | میانگین دمای سالانه   | اختلاف ماکزیمم مینیم (DTR) دما |
| ۲۱۴۴ میلی‌متر                 | ۳۹۶ میلی‌متر در مرداد | ۲۴٫۲ - درجه سانتیگراد                          | ۴۰٫۸ درجه سانتیگراد                   | ۲۱٫۱ درجه سانتیگراد   | ۶ درجه سانتیگراد     | ۱۳٫۶ درجه سانتیگراد   | ۱۴٫۱ درجه سانتیگراد            |

### زمین‌شناسی
شهرستان خمین در دشتی نسبتاً هموار قرار گرفته که از اطراف کوه‌های مختلفی آن را دربر گرفته‌اند.
معروفترین ارتفاعات این شهرستان عبارتند از: کوه الوند
به ارتفاع ۲۱۱۱ متر، کوه انگشت لیس، کوه بوجه سلطان و کوه دز، کوه شنی، و کوه هفت سواران را می‌توان نام برد.

### زمین لرزه

مقایسهٔ نسبی میزان خطر زمین‌لرزه در نقاط مختلف ایران؛ نقاط قرمزتر نقاطی هستند که شتاب حداکثر جنبش زمین در آن‌ها بیش‌تر است.

بررسی زمین لرزه‌های تاریخی شهر خمین (در فاصله کمتر از ۱۵۰ کیلومتر) از سال ۱۹۰۹ تا سال ۲۰۰۴ میلادی نشان می‌دهد که بالغ بر ۵۶ مورد زلزله به بزرگای ۳ تا ۷٫۴ ریشتر در منطقه به وقوع پیوسته است. گسل‌های منطقه از جمله، گسل جنوب خمین- تپه‌های خاوری خمین و گسل فرنق و قره کهریز و گسل گلپایگان که از فاصله ۵ تا ۷ کیلومتری جنوب باختری گسل جنوب خمین عبور می‌کند. در منطقه شناسایی شده که عمدتاً عامل زلزله‌های شهرستان خمین می‌باشند (بر اساس مطالعات صورت گرفته این شهرستان از نظر شدت زمین لرزه در پهنه خطر نسبی متوسط قرار گرفته است).

### گیاه‌شناسی
نوع پوشش گیاهی که در سطح در شهرستان خمین دیده می‌شود به‌طور تقریبی یکسان و یک شکل می‌باشد. بیشتر پوشش منطقه عمدتاً بوته و از لحاظ مراتع فقیر می‌باشد گونه‌های گیاهی بومی محل شامل:خاکشیر، گون، کتیرا، پونه، کنگر، خارشتر، ملو، لاله سرخ و زرد می‌باشند.

### وضعیت سیاسی
پس از مستقل شدن خمین از محلات و پیش از آن گلپایگان، خمین و روستاهای آن بخش کمره را تشکیل می‌دادند اکنون شهرستان خمین یکی از شهرستان‌های استان مرکزی است که تا پیش از دیماه ۱۳۵۶ از شهرستان‌های استان مرکزی سابق (به مرکزیت تهران) محسوب می‌شد.
شهرستان خمین به وسعت ۷۳۲۲۰۸ کیلومتر مربع ۵/۷ درصد کل استان از شمال شرقی به محلات، از شمال غربی به اراک و از شرق به بخش مرکزی از شهرستان محلات و از جنوب به بخش مرکزی از شهرستان گلپایگان و از مغرب به بخش چاپلق (غربی) از شهرستان الیگودرز محدود است، نزدیک‌ترین شهر به آن، گلپایگان در فاصله ۴۱ کیلومتری و فاصله آن تا تهران ۳۲۳ کیلومتر می‌باشد.
- شهرستان خمین دارای ۱۸۲ روستا با ۱۳۸۵۴ خانوار و۱۲۱۸۰۱ نفر است. این شهرستان دارای یک بخش مرکزی و ۷ دهستان به اسامی و مشخصات ذیل می‌باشد:
- دهستان آشناخور (با ۱۳ آبادی و ۱۲۰۹ خانوار و ۷۲۲۵ نفر جمعیت)
- دهستان چهارچشمه (با ۲۸ آبادی و ۱۸۰۸ خانوار و ۱۰۵۹۳ نفر جمعیت)
- دهستان حمزه لو (با ۲۴ آبادی ۱۸۱۱ خانوار و ۹۰۲۹ نفر جمعیت)
- دهستان خرمدشت (با ۳۱ آبادی ۲۴۶۷ خانوار و ۱۳۷۶۱ جمعیت)
- دهستان رستاق (با ۲۱ آبادی ۱۷۵۴ خانوار و ۹۸۰۷ نفر جمعیت)
- دهستان صالحان (با ۳۵ آبادی ۳۰۵۵ خانوار و ۱۴۸۷۶ نفر جمعیت) و
- دهستان گله‌زن (با ۳۰ آبادی ۱۸۰۰ خانوار و ۸۳۳۵ نفر جمعیت)

لازم است ذکر شود که اطلاعات فوق مربوط به سال ۱۳۷۰ است.

## مردم‌شناسی

### جمعیت
بر پایه سرشماری عمومی نفوس و مسکن در سال ۱۳۹۵ جمعیت این شهر ۷۴۲۵۶ نفر (۲۳٬۳۳۴ خانوار) شامل ۳۶۷۷۶ زن و ۳۷۴۸۰ مرد بوده است. جمعیت شهرستان در سرشماری نفوس ومسکن سال(۱۳۹۵) (۱۰۵۰۱۷) بوده است
| مردان | سن    | زنان  |
| ----- | ----- | ----- |
| ۰     | ۱۰۰-+ | ۴     |
| ۱۷    | ۹۵–۹۹ | ۱۱    |
| ۸۰    | ۹۰–۹۴ | ۶۶    |
| ۱۵۳   | ۸۵–۸۹ | ۱۶۶   |
| ۳۸۹   | ۸۰–۸۴ | ۳۷۲   |
| ۴۹۲   | ۷۵–۷۹ | ۵۴۸   |
| ۶۲۸   | ۷۰–۷۴ | ۷۳۹   |
| ۶۳۴   | ۶۵–۶۹ | ۸۲۷   |
| ۱٬۳۰۱ | ۶۰–۶۴ | ۱٬۳۵۳ |
| ۱٬۹۲۸ | ۵۵–۵۹ | ۱٬۷۵۵ |
| ۲٬۳۳۹ | ۵۰–۵۴ | ۲٬۱۸۸ |
| ۲٬۴۲۸ | ۴۵–۴۹ | ۲٬۴۷۰ |
| ۲٬۸۰۴ | ۴۰–۴۴ | ۲٬۸۱۱ |
| ۳٬۲۳۷ | ۳۵–۳۹ | ۳٬۱۳۰ |
| ۴٬۰۳۴ | ۳۰–۳۴ | ۳٬۹۹۴ |
| ۳٬۴۸۸ | ۲۵–۲۹ | ۳٬۴۹۹ |
| ۲٬۴۶۹ | ۲۰–۲۴ | ۲٬۴۰۲ |
| ۲٬۶۰۵ | ۱۵–۱۹ | ۲٬۴۳۹ |
| ۲٬۳۹۵ | ۱۰–۱۴ | ۲٬۳۵۷ |
| ۲٬۸۹۷ | ۵–۹   | ۲٬۷۰۵ |
| ۳٬۱۵۳ | ۰–۴   | ۲٬۹۴۰ |

### زبان و لهجه
به‌طور کلی زبان رایج در شهر فارسی و در مناطق غربی شهرستان و در نزدیکی استان لرستان است.

## ورزش
فوتبال ورزش اول شهر است و بیشترین طرفداران را نیز دارد. در کنار آن کشتی نیز به‌طور سنتی بسیار مورد توجه بوده است و به عنوان ورزش ملی مورد توجه قرار گرفته است.
دوچرخه سواری نیز از دیگر ورزش‌های این شهر است که نفراتی همچون امیر زرگری و حسین عسکری از این شهرستان سابقه حضور در تیم ملی را دارد.
همچنین از سال ۹۶ مسابقات بین‌المللی شطرنج جام آفتاب که سالانه به در بیت قدیمی امام خمینی برگزار می‌شود. همچنین رشتهٔ کیوکوشین کاراته از دیگر ورزش‌های محبوب این شهرستان بوده و ورزشکاران این شهر در سطح ملی و جهانی دارای عنوان می‌باشند.
از جمله نزدیک‌ترین پیست‌های اسکی به شهر خمین پیست اسکی شازند را می‌توان نام برد.
همچنین در روستای ورچه و در فاصله ۱۸ کیلومتری از شهر خمین ورزش پاراگلایدر نیز وجود دارد. به دلیل وجود کوه‌های متعدد در اطراف خمین ورزش‌های کوهنوردی و صخره‌نوردی به خصوص در اواخر هفته به‌طور همگانی مورد توجه قرار می‌گیرد
از جمله مراکز مهم ورزشی خمین می‌توان به:
- مجتمع ورزشی شهید مطهری (شامل بخش‌های:زمین چمن، استخر، دو میدانی، دوچرخه سواری و…)
- مجموعه ورزشی شهید بهشتی
- مجتمع ورزشی خورشید خمین (شامل بخش‌های:استخر شنا، سونا و جکوزی، آب درمانی و پزشکی ورزشی، سالن بدنسازی مجزا و…)[۳۰]
- مجموعه ورزشی کارگران (شامل بخش‌های: استخر، زمین چمن، سالن سرپوشیده)
- مجموعه ورزشی ۲۲ بهمن (شامل بخش‌های: فوتسال، بدمینتون)
- و… اشاره نمود.[۳۱]

در شهرستان خمین حدود چهار هزار ورزشکار سازماندهی شده در ۴۰ رشته ورزشی فعال دارند.

## بهداشت و درمان
از جمله مراکز درمانی‌های شهرستان خمین می‌توان به موارد زیر اشاره کرد:
- بیمارستان امام خمینی
- بیمارستان ۱۴۴ تخته خوابی حضرت فاطمه[۳۲]
- درمانگاه خیریه
- درمانگاه تأمین اجتماعی
- درمانگاه بسیج
- بیمارستان تخصصی قلب و عروق (درحال ساخت)
- بیمارستان حضرت زینب (س): تغییر کاربری به دانشکده علوم پزشکی خمین

بر مراکز درمانی که به آن‌ها اشاره شده است شهرستان خمین دارای ام‌آرای، سنوگرافی و … است که می‌تواند در بخش گردشگری درمانی مؤثر باشد.

## ساختار شهری

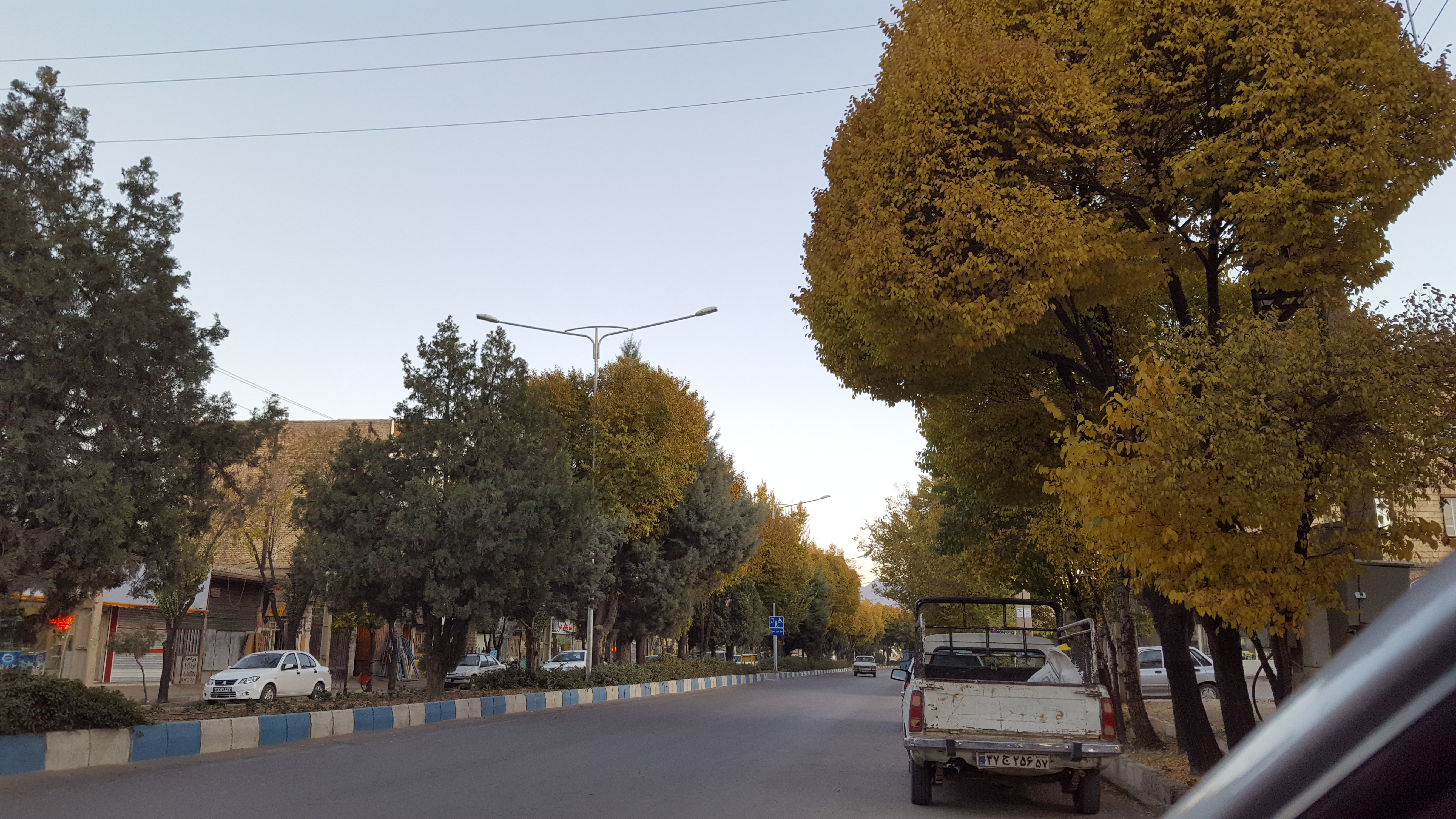
بلوار جانبازان

نمای شهر در نقاط گوناگون بر پایهٔ عوامل جغرافیایی، اقتصادی، فرهنگی و تاریخی متفاوت است. در جنوب شهر که به کوه بوجه نزدیک‌تر است معمولاً خیابان‌ها و کوچه‌ها شیبدارتر و در شمال شهر هموارترند. ساختمان‌های اداری و دولتی نیز عمدتاً در مرکز و جنوب شهر قرار دارند. از طرف دیگر، در مناطقی که تاریخ ساخت آن‌ها جدیدتر است مانند شهرک‌ها (معلم، جانبازان و …)، محله بهاران، بنیاد و … که همگی در جنوب و جنوب شرق شهر جای دارند، با توجه به پیروی از آیین‌نامه‌های جدیدتر، اصول شهرسازی در آن‌ها بیشتر رعایت شده است. در این منطقه‌ها معمولاً عرض خیابان‌ها و کوچه‌ها، سرانه پارکینگ و سرانه فضای سبز از دیگر مناطق شهر بیشتر است. برخلاف آن در مناطق کهن‌تر که ساخت آن‌ها زودتر انجام گرفته است مانند محله سبزیکار، قلعه و لب رودخانه معمولاً بناهای تاریخی و سنتی بیشتری وجود دارد.
زیرساخت‌ها

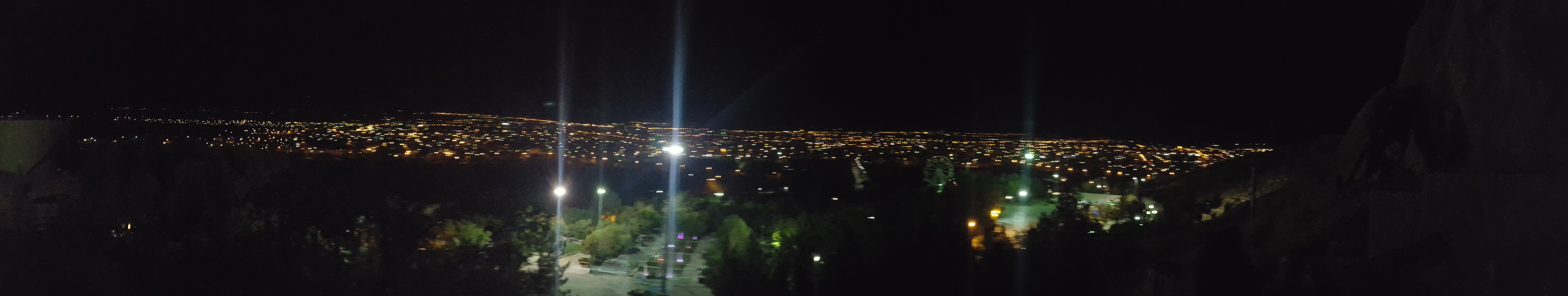
خمین در شب

اولین کارخانه برق خمین با خرید دو موتور مولد برق در نزدیکی امامزاده ابوطالب به بهره‌برداری رسید. در سال ۱۳۸۹ تعداد کل مشترکان برق خمین ۴۳٬۸۲۷ بوده است. در خمین ۲۱ هزار و ۹۲ مشترک آب وجود دارد که از این بین ۱۱ هزار و ۱۷۰ مشترک دارای انشعاب فاضلاب هستند، همچنین یک تصفیه‌خانه آب با ظرفیت ۱۸۲ لیتر در ثانیه (مصرف خانگی ۱۲۲ لیتر در ثانیه) در بهمن ۱۳۹۶ احداث شده است و فاز دوم تصفیه خانه فاضلاب نیز در حال احداث است.
شهر خمین دارای ۴۰ هزار مشترک خط ثابت تلفن (ضریب نفوذ ۳۴٪)است. ضریب نفوذ تلفن همراه در خمین بیش از ۸۰٪ است و ۴۰۰۰ مشترک اینترنت ADSL وجود دارد همچنین گازرسانی به این شهر صورت گرفته و تمامی مشترکان دارای انشعاب گاز هستند
شهرداری
سابقه ایجاد شهرداری در خمین طبق مدارک مستند به سال ۱۳۲۸ بازمی‌گردد. درجه شهرداری خمین نیز ۹ می‌باشد.

## اقتصاد و صنعت
از محصولات خمین لوبیا، عسل، انگور، سیب زمینی و پیاز، لبنیات، خشکبار، همچنین یکی از مرغوبترین زعفران‌های جهان را می‌توان نام برد. با این وجود صنایع متعددی در منطقه موجود است. کارخانه مانا انرژی پاک (تولیدکننده پنل‌های خورشیدی)، کارخانهٔ نخ طلا، کارخانهٔ ویستا اعتماد ایرانیان (تولیدکننده ظروف چینی استخوانی) کارخانه رینگ آلومینیومی گام آفرین، کارخانه ذوب بریس، نوین پرشین پرچم خمین (تولیدکننده انواع پرچم)، کارخانه تولید فروسیلیس و … می‌توان به عنوان بزرگ‌ترین کارخانه‌های این شهرستان یاد کرد. از دیگر صنایع مهم شهر خمین می‌توان به کارخانه خودروسازی آرین پارس موتور (تولید خودروهای سبک، نیمه سنگین و سنگین). و پتروشیمی دی پلیمر آریا اشاره کرد. همچنین این شهرستان دارای یک شهرک صنعتی و دو ناحیه صنعتی نیز می‌باشد.
از آن‌جایی که شهر خمین از شهرهای کمتر توسعه‌یافته استان است، سرمایه گذاران در این شهرستان از ۱۳ سال معافیت مالیاتی برخوردارند.

## کشاورزی و دامپروری
در سال‌های گذشته با توجه به کاهش بارندگی و کمبود آب کشاورزی و مراتع زیر کشت در خمین کاهش یافت اما در بخش کاشت گل‌های زینتی شاخه بریده و لوبیا شهرستان خمین در صدر تولیدکنندگان کشور و استان قرار دارد. در بخش گل‌های زینتی شاخه بریده با توجه به اقلیم، آب، خاک و هوای مناسب عامل پیشرفت گلخانه‌ها و مراتع سطح زیر کشت بوده است و قطب تولید در کشور و رتبه اول تولید در استان را نیز داراست. کشاورزان خمین سال ۹۵ مجموعاً در ۶۰ هکتار از گلخانه‌های شهرستان مشغول به کاشت گل بودند و ۴۰ میلیون گل شاخ بریده تولید کردند و در سال ۹۶ با توجه به شرایط بهتر آب و هوایی ۷ میلیون گل بیشتر تولید نمودند که در مجموع ۲۰ میلیارد تومان درآمدزایی داشتند. همچنین در صورت افتتاح پایانه صادراتی گل‌های شاخه بریده در خمین علاوه بر تأمین نیاز کشور می‌توان به‌طور مستقیم به کشورهای دیگر صادر کرد.
مجتمع بزرگ دامداری گوسفند ۳۰٫۰۰۰ راسی که سالانه ۲۳۰ تن گوشت قرمز تولد می‌کند و دارای مرکز تحقیقاتی است از مهم‌ترین مراکز دامپروری شهرستان خمین است. همچنین در تولید لوبیا با توجه شرایط آب و هوایی و اقلیم حاکم بر منطقه شهرستان خمین بزرگ‌ترین تولیدکننده لوبیا در استان و دومین تولیدکننده در کشور می‌باشد. با توجه به تولیدات لوبیا در شهرستان مرکز ملی تحقیقاتی لوبیا تأسیس شده است.

## ترابری

### راه‌آهن
شهر خمین در جنوب شهر اراک قرار دارد. این شهر هم‌اکنون روی خط سراسری راه‌آهن قرار ندارد و نزدیک‌ترین ایستگاه، ایستگاه راه‌آهن اراک است اما خط راه‌آهن اراک ـ اصفهان به طول ۱۶۵ کیلومتر درحال ساخت است که از اراک به شهرهای خمین، گلپایگان، میمه و در آخر به اصفهان می‌رسد.

### فرودگاه
شهر خمین فاقد فرودگاه می‌باشد و نزدیک‌ترین فرودگاه به این شهر فرودگاه اراک است.

### مسیر ارتباطی

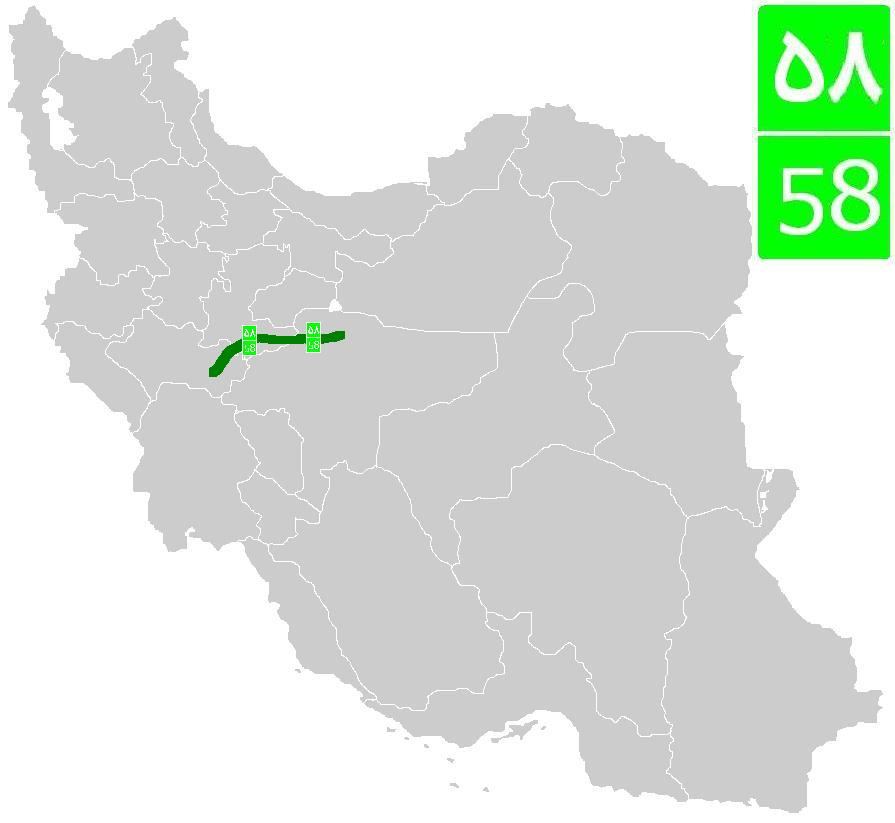
جاده ۵۸

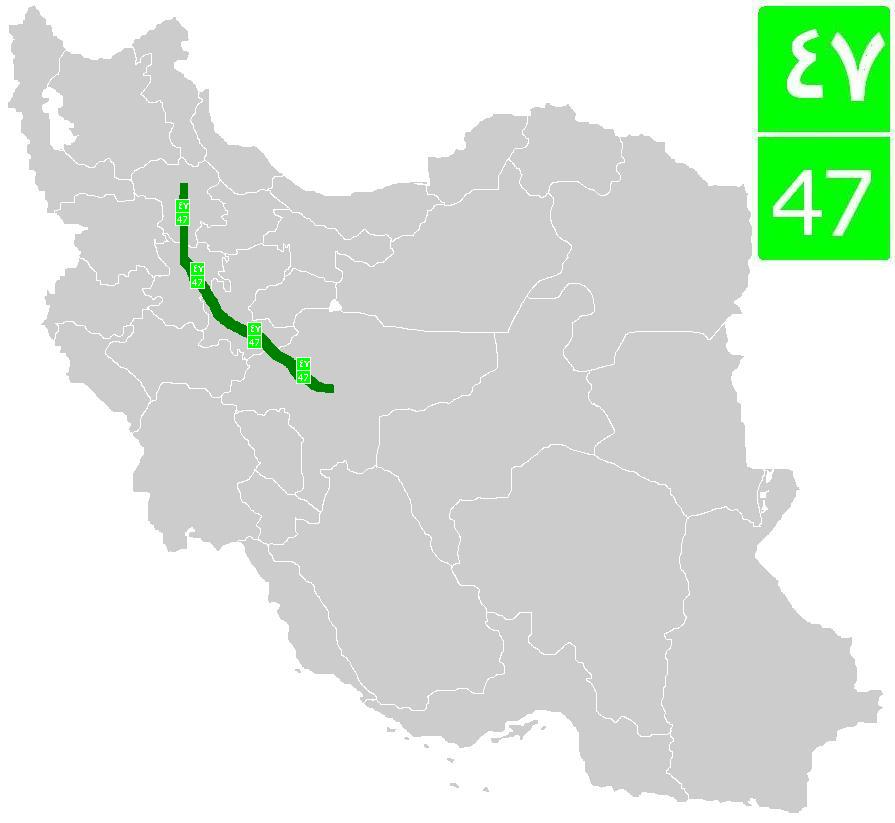
جاده ۴۷

شهر خمین بین شهرهای صنعتی اراک و اصفهان قرار دارد. از جمله مسیرهای مهمی که از خمین می‌گذرد بزرگراه شماره ۴۷ است. همچنین بزرگراه شماره ۵۸ نیز در حال احداث می‌باشد.
جاده خمین به شازند، حلقه مفقود شده مرکز به غرب کشور می‌باشد که راه ارتباطی استان‌های مرکز و جنوب شرق را به استان‌های غربی و شمال غربی متصل می‌کند.
- جاده ۴۷ (ایران)
- جاده ۵۸ (ایران)

فاصله خمین با برخی نقاط پرتردد
| شهر مقصد | فاصله (کیلومتر) |
| -------- | --------------- |
| اراک     | ۶۰              |
| اصفهان   | ۲۲۰             |
| تهران    | ۳۲۰             |
| قم       | ۲۱۰             |
| مشهد     | ۱۱۵۶            |

### پایانه‌های مسافربری
شهر خمین دارای ۳ پایانه مسافربری درون‌استانی و بیرون‌استانی است:
- پایانه مرکزی: واقع در میدان آزادی
- پایانه اراک: واقع در میدان ۹ دی
- پایانه محلات و دلیجان: واقع در میدان سرداران

### تاکسی‌رانی
به گفتهٔ حمید رضایی مدیرعامل سازمان حمل و نقل و ترافیک شهرداری خمین در شهر خمین و در سال ۱۳۹۵ خورشیدی ۳۵۲ دستگاه تاکسی فعال بوده است که در ۷ ایستگاه فعالیت می‌کردند. در کنار این تعداد ۵۲ دستگاه تاکسی بی‌سیم ۱۳۳ به صورت ۲۴ ساعته بیش از ۲۰ هزار مسافر را جابه‌جا می‌کردند همچنین به گفته حمید رضایی فرسودگی ناوگان تاکسی شهر نیز، کمتر از ۷ درصد است.

### اتوبوس‌رانی
شهر خمین فاقد سیستم اتوبوسرانی است اما تعداد ۵۵ مینی‌بوس در مسیرهای دانشگاه پیام نور، دانشگاه علوم پزشکی، دانشگاه ۱۵ خرداد، مصلی، باغ رضوان، تره‌بار و شهرک‌های معلم، صنایع نخ طلا، فنی حرفه‌ای و… مسافران را جابه‌جا می‌کنند.

## آموزش و پژوهش

### آموزش عالی
- دانشگاه پیام نور

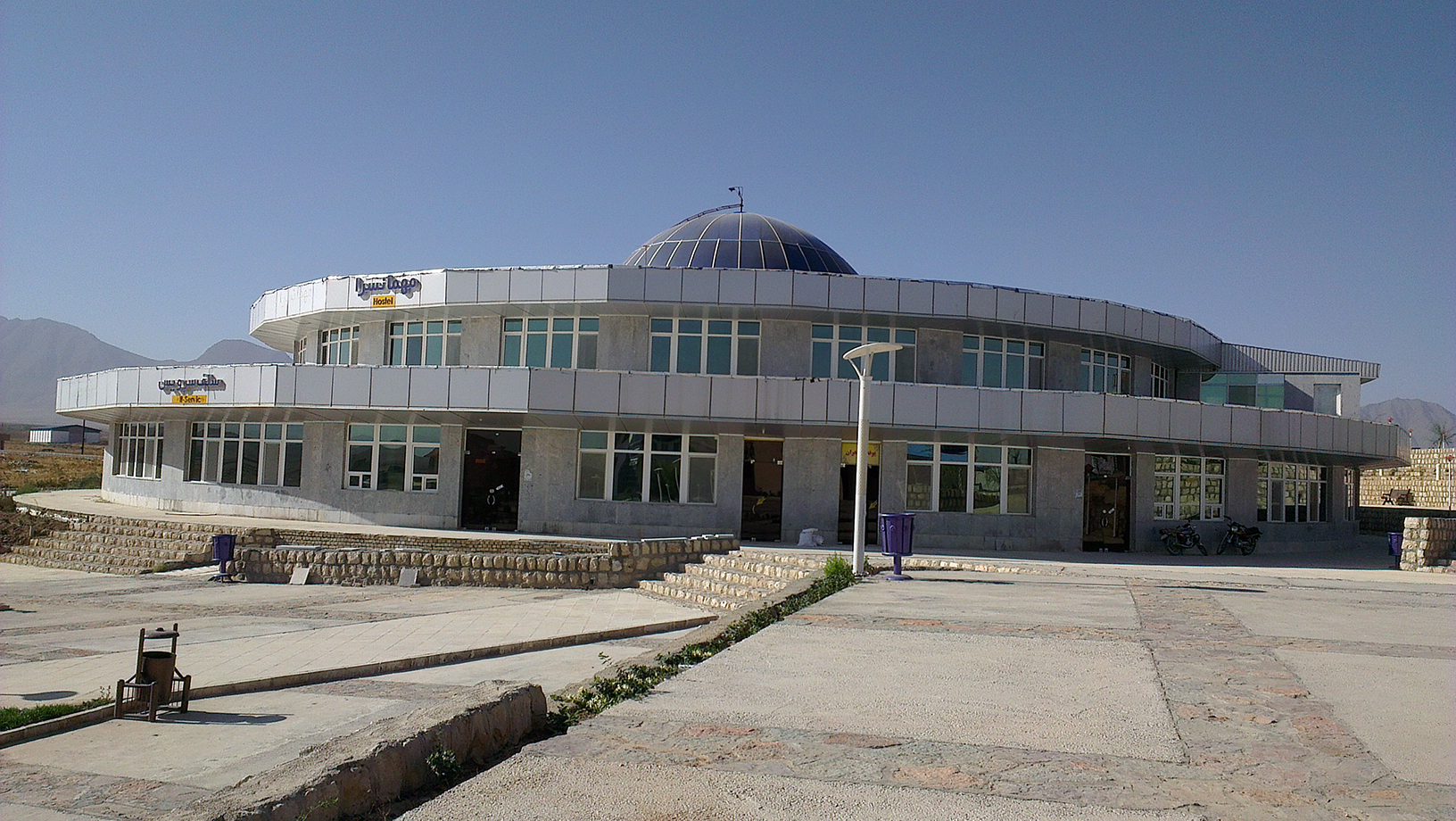
دانشگاه آزاد واحد خمین

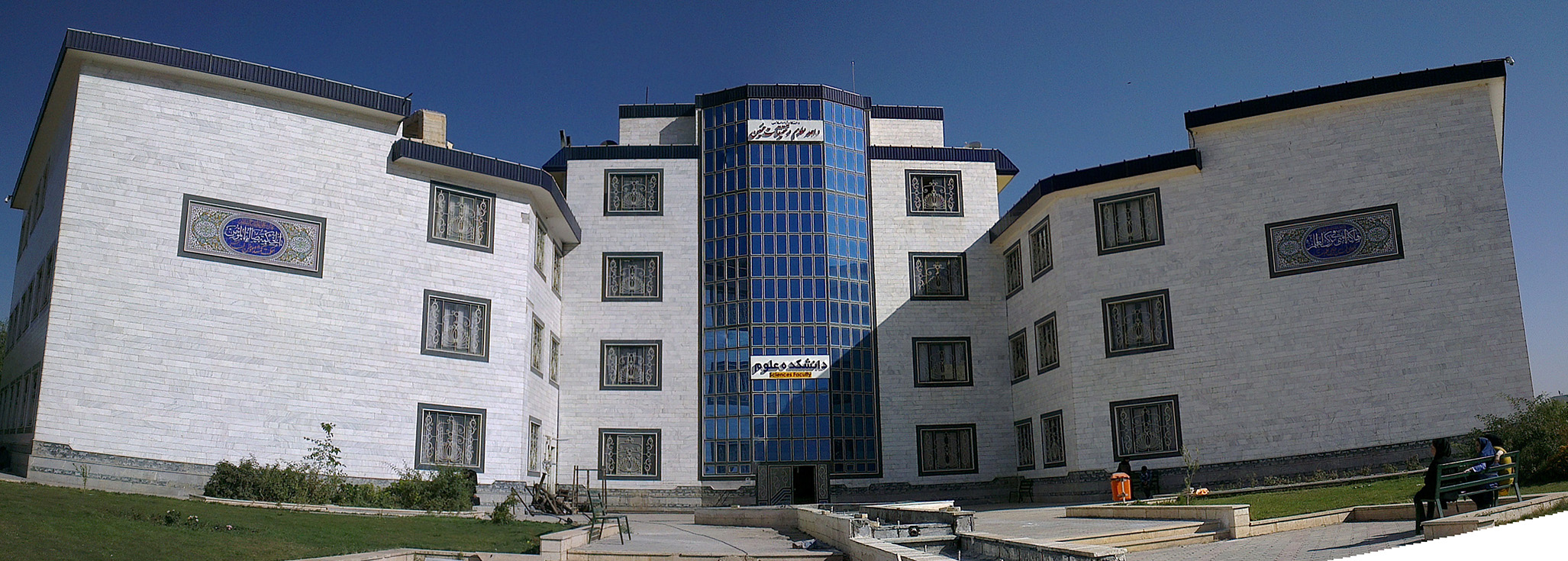
دانشکده علوم دانشگاه آزاد

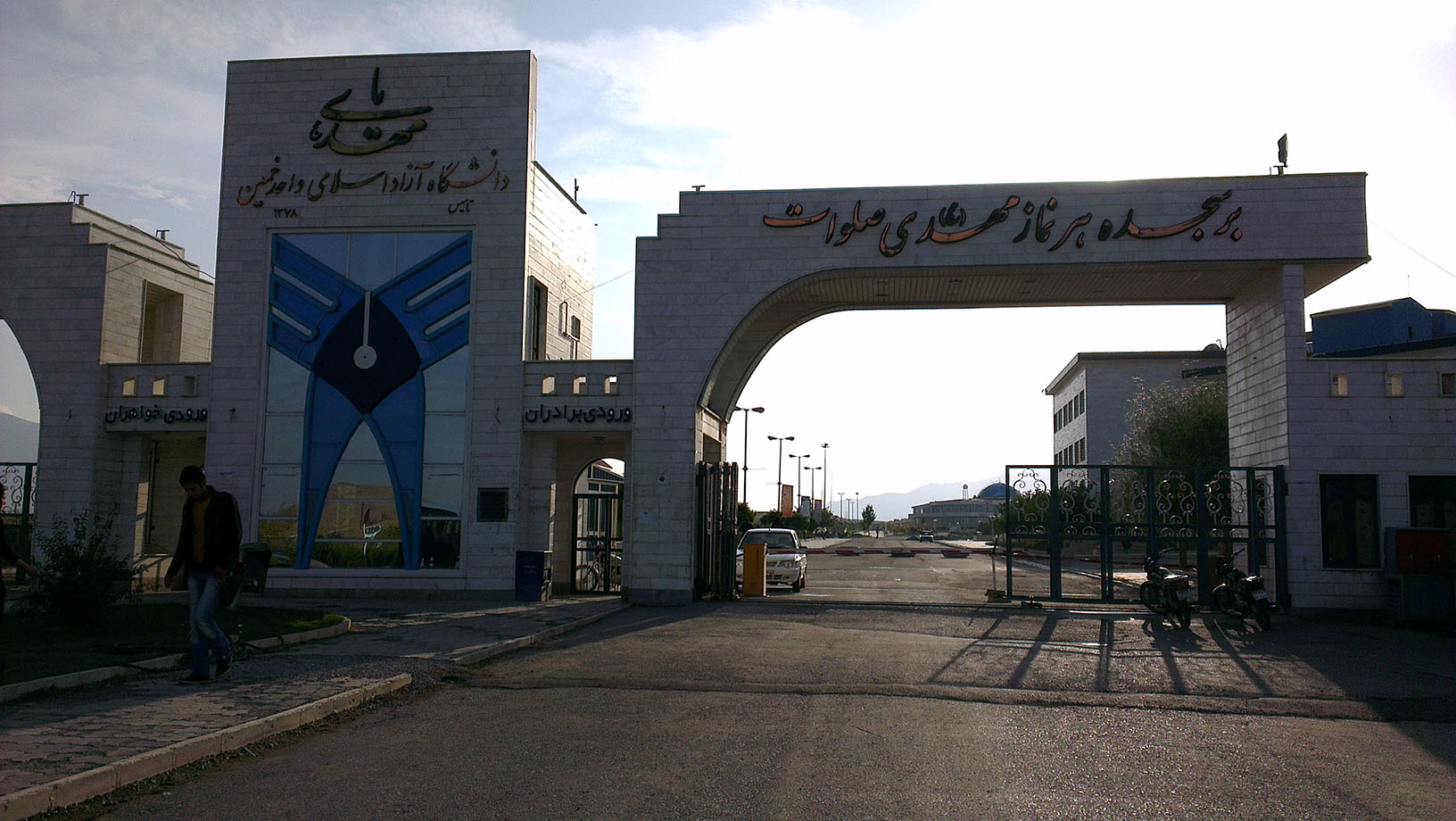
دانشگاه آزاد اسلامی واحد خمین

- دانشگاه آزاد اسلامی، دانشکده علوم پزشکی، دانشکده سما و واحد علوم و تحقیقات (در سطح کارشناسی ارشد و دکتری)
- دانشگاه جامع علمی کاربردی
- دانشگاه علوم پزشکی
- دانشکده علوم و معارف قرآنی و مؤسسه قرآنی
- دانشکده آموزش عالی آفتاب
- حوزه علمیه امام خمینی (ره) مخصوص آقایان
- حوزه علمیه هاجر مخصوص بانوان

### آموزش و پرورش
شهرستان خمین در سال ۱۳۹۱ دارای ۲۰۴ مدرسه که از بین این تعداد ۱۲۲ مدرسه در مقطع ابتدایی، ۴۰ مدرسه در مقطع راهنمایی و ۴۲ مدرسه در مقطع دبیرستان بوده است. در کنار این آمار ۲۵ مجتمع آموزشی وجود دارد که ۱۰ مجتمع در شهر و ۱۵ مجتمع در روستا وجود دارد. همچنین در تاریخ ۱۳۹۱ ۱۷۵۰۰ دانش‌آموز در مقاطع مختلف تحصیلی مشغول به فعالیت بوده‌اند.

## پارک‌ها و فضای سبز
سرانه فضای سبز شهر خمین برای هر نفر ۱۳/۲ متر مربع است این میزان از میانگین سرانه فضای سبز استان که ۱۱ متر مربع می‌باشد بیشتر است اما با سرانه فضای سبز کشور که ۲۵ متر مربع ذکر شده فاصله زیادی دارد. شهر خمین نزدیک به ۱۰ بوستان فعال وجود دارد که دارای وسایل تفریحی و رفاهی می‌باشند. همچنین در مناطق و محله‌های مسکونی بوستان‌های محله‌ای نیز وجود دارد. از جمله پارک‌های مهم خمین:
| نام پارک            | مساحت     | آدرس                        |
| ------------------- | --------- | --------------------------- |
| پارک جنگلی کوه بوجه | ۶۵ هکتار  | بلوار دانشجو                |
| پارک جنگلی ولایت    | ۱۰۰ هکتار | کیلومتر ۷ بزرگراه خمین_اراک |
| پارک مدرس           | _         | میدان مدرس                  |
| پارک مادر           | ۲/۲ هکتار | بلوار شهید صدوقی            |
| پارک لاله           | _         | میدان ۹ دی                  |
| پارک بانوان         | _         | خیابان سردار جنگل           |
| پارک شهید بهشتی     | _         | خیابان شریعتی               |
| پارک بعثت           | _         | میدان شهرک                  |

از جمله مهم‌ترین پارک‌ها و فضای سبز این شهر می‌توان به پارک مدرس (میدان مدرس) و پارک جنگلی بوجه اشاره کرد.
جنگل بوجه با دارا بودن بیشترین فضای سبز این شهرستان جزء بهترین تفریحگاه‌های مردم محسوب می‌شود.

## اماکن
موزه‌ها
قلعه سالار محتشم یکی از دیدنی‌های پرطرفدار و معروف خمین است که در اواخر دوره قاجاریه به دست «میرزا علی خان سالار محتشم» ساخته شده است. این روزها این قلعه تغییر کاربری داده و مردم آن را به‌عنوان «موزه مردم‌شناسی خمین» می‌شناسند که لوازم و ابزار معیشتی مردم خمین از جمله انواع قفل، ظروف مسی و سفالی، سکه، آسیاب‌های کوچک دستی و… را در معرض عموم به نمایش گذاشته است.
سینما
در تاریخ ۲۲ اردیبهشت ۱۳۹۶ سینما لاله شهر خمین که متعلق به شهرداری خمین می‌باشد افتتاح شده است، پیش تر فعالیت این سینما به مدت ۶ سال به علت قدیمی بودن تجهیزات متوقف شده بود. ظرفیت این سینما ۳۷۰ نفر است.
هتل‌ها و مهمانسراها
- هتل امام رضا (چهار ستاره)
- مهمانسرای کریمه اهل بیت

کتابخانه‌ها
- کتابخانه مرکزی
- کتابخانه شهید بهشتی
- کتابخانه سرداران شهید
- کتابخانه مجتمع فرهنگی خانه امام خمینی

## گردشگری
از جمله گردشگاه‌های خمین می‌توان به تیمچه بازار خمین، مسجد جامع خمین و قلعه سالار محتشم، ارگ میشیجان و امامزاده ریحان اشاره کرد.

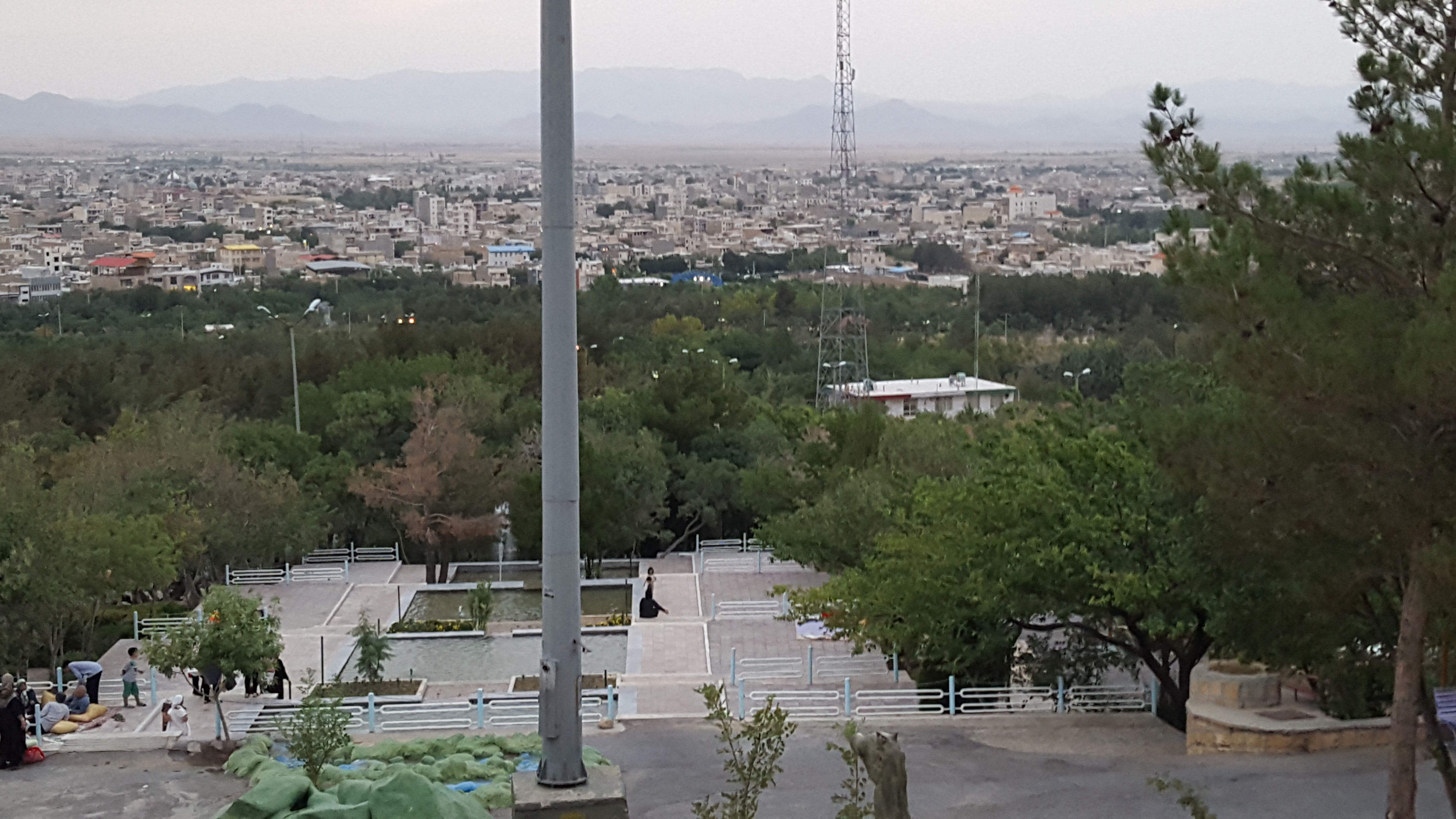
نمای قسمتی از شهر خمین و کوه تفریحی بوجه

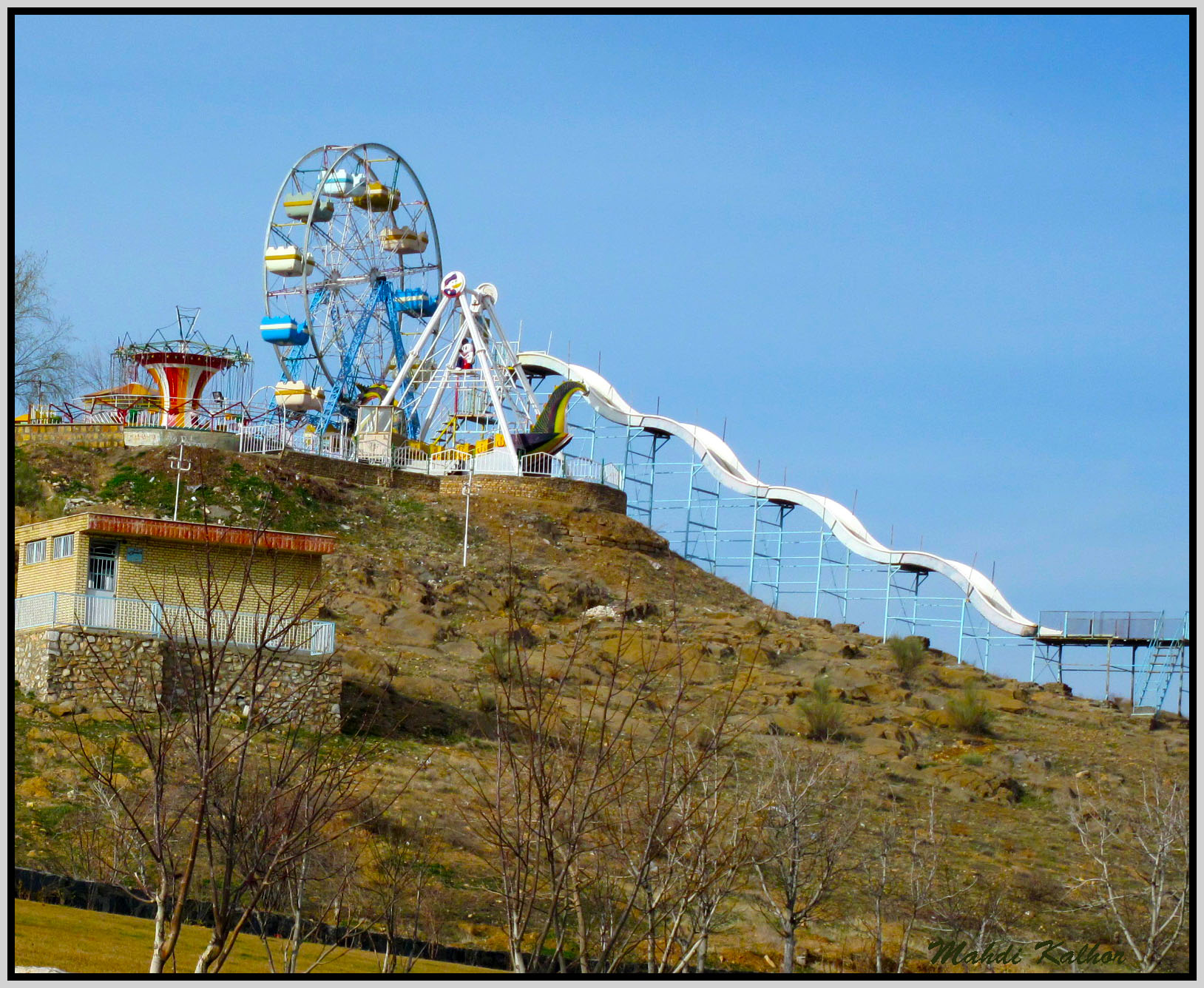
شهربازی پارک بوجه، خمین حدود ۱۵ سال پیش

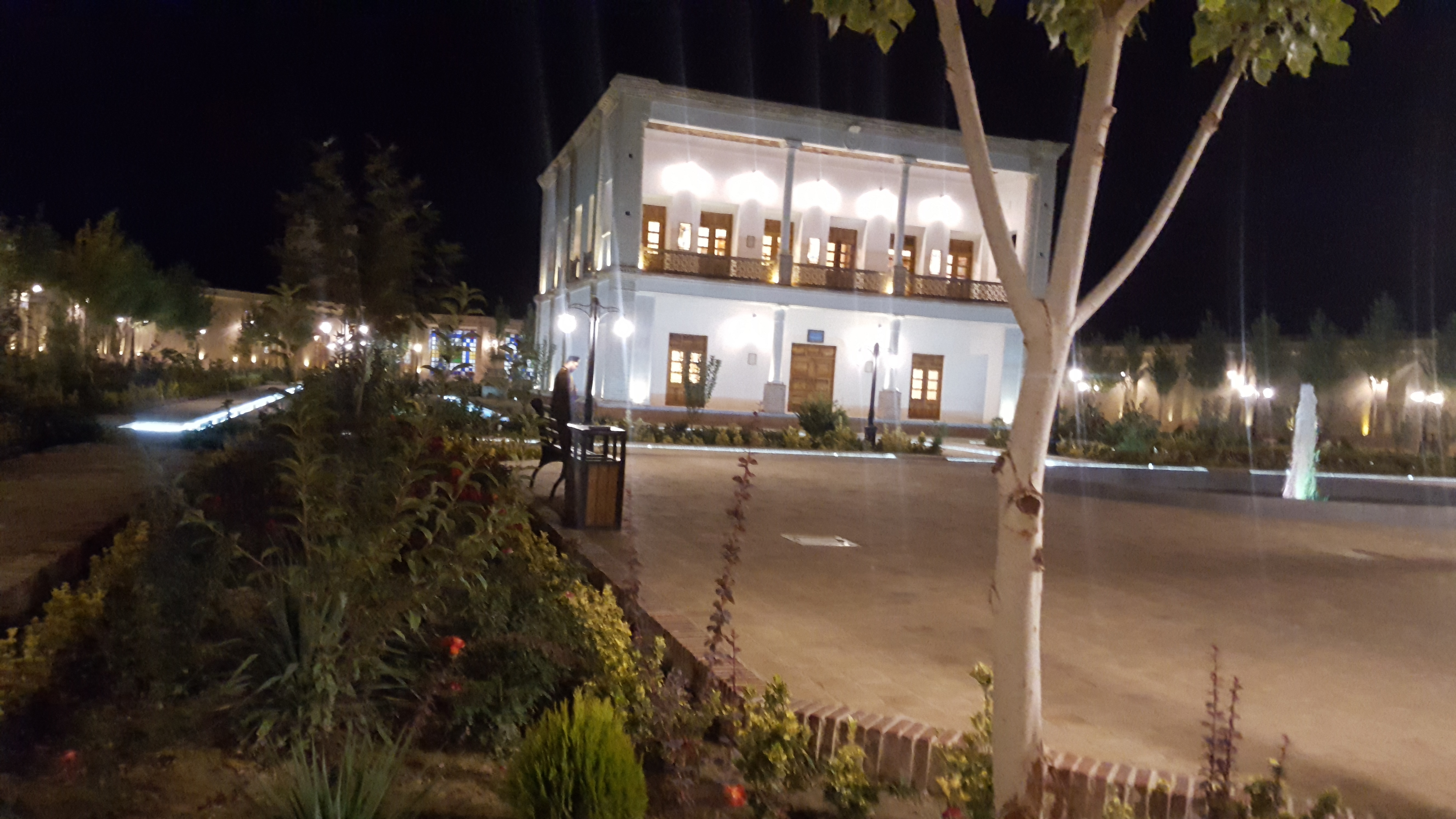
ارگ تاریخی میشیجان

از جاذبه‌های گردشگری و فرهنگی تاریخی، مذهبی شهر خمین می‌توان به پارک جنگلی و کوه بوجه، عمارت کشاورز صدر (روستای جعفرآباد)، موزه مردم‌شناسی، شبستان مسجد جامع، بازار سرپوشیده، باغات گل، امامزاده خدیجه خاتون (روستای حشمتیه)، کبوتر خانه‌ها، ارگ تاریخی شهابیه، ارگ تاریخی میشیجان، حسینیه آقا خان، آسیاب آبی، محراب فضل و یحیی، امامزاده حسن (روستای طیب آباد) بیشه علی شهر قورچی باشی، امامزاده سلیمان و ابوالفتح (روستای دهنو)، بقعه محمد مالک اشتر (روستای گوشه محمد مالک)، بقعه آقا سید علی (روستای پشتکوه)، غارهای انجدان، بقعه شاه قلندر و شاه قریب، کاروانسرای شاه عباسی، امامزاده ابوطالب، امامزاده اسماعیل، امامزاده عبدالعلی (روستای ریحان)، امامزاده عبداله (روستای گودرز)، امامزاده اهل ابن علی در کیلومتر ۲۰ بزرگراه خمین-اراک (روستای امامزاده) و … اشاره کرد.

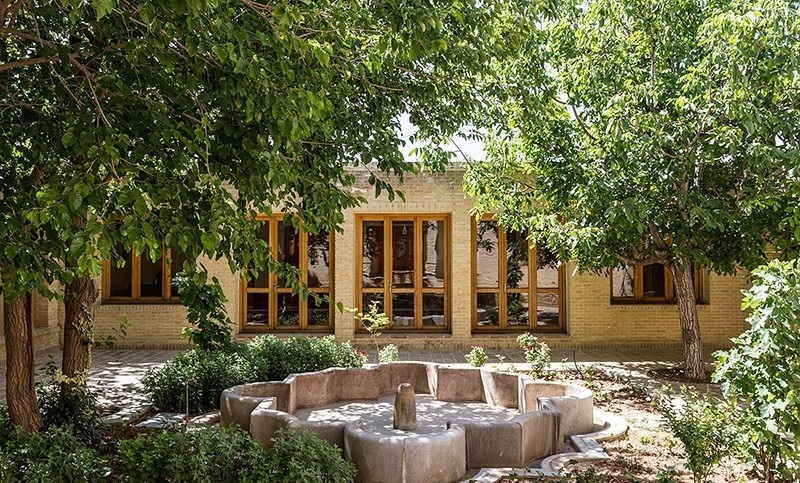
خانه پدری و محل تولد امام خمینی

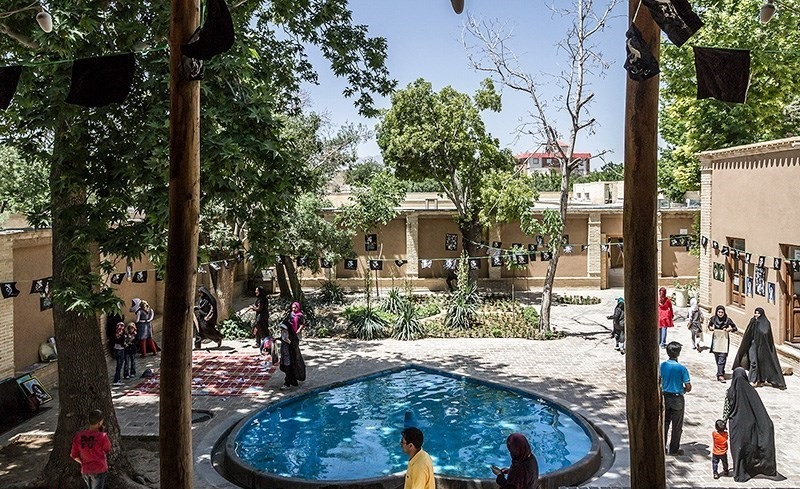
صحن خانه پدری امام خمینی

شهر خمین زادگاه سید روح‌الله خمینی است. بیت قدیمی وی در محله لب رود خمین واقع است. این بیت وسعت زیادی دارد و از چندین حیاط تشکیل شده است که از طریق حوض‌هایی به شکل دایره، قلب و مانند آن از همدیگر تفکیک می‌شوند. این عمارت در مرکز شهر و در کنار رودخانه قرار دارد.

### دستکندها و شهرهای زیرزمینی
خمین از نظر دستکندها و شهرهای زیر زمینی در رتبهٔ اول کشور است. تاکنون در شهر خمین ۱۰ شهر زیرزمینی کشف شده است که نشان دهنده اوضاع سیاسی و اجتماعی خمین در قرن ششم و هفتم هجری بوده است. از بین این ۱۰ شهر زیر زمینی می‌توان به شهرهای زیرزمینی واقع در روستاهای کندها، آشناخور، تهیق، طیب آباد، دانیان، رباط آغاچ و … اشاره کرد در دستکندهای روستای تهیق سکه‌ها، سفالینه‌ها، ظروف و اشیای دیگری نیز کشف شده که مربوط به دوره سلجوقیان و دوره گذر خوارزمشاهیان به ایلخانیان است. همچنین این شهر زیر زمینی شامل فضای مسکونی از جمله ده اتاق، ۴ انبارک، راهرو، سالن و چاه است و هواکش تعبیه شده که هوای مناسب را فراهم می‌کرده است.

### کلیسا
- کلیسا و درمانگاه تاریخی لیلیان

### قلعه‌ها و بناهای تاریخی
- تپه قلعه دور
- تپه قلعه رباط آغاج
- قلعه قره سی
- عمارت امیر مفخم بختیاری
- عمارت کشاورز صدر
- غار زاغه بزرگه

### کبوترخانه‌ها
- کبوترخانه امیرآباد
- کبوترخانه رباط مراد
- کبوترخانه طنجران
- کبوترخانه فشارود
- کبوترخانه ییوجان
- کبوترخانه رازان

### گورستان‌های تاریخی
- تپه گورستان چغاسیف‌الدین
- تپه گورستان خارونصرآباد
- گورستان ارامنه لیلیان
- گورستان دانیان
- گورستان رباط علیا
- گورستان قلعه محمد قلی
- گورستان قلعه محمد قلی[۵۸]

### حمام‌های تاریخی
- حمام لکان

### امامزاده‌ها
- امامزاده اسماعیل یوجان
- امامزاده طیب‌آباد
- امامزاده عبدالعلی (روستای ریحان)

### سدهای تاریخی
- سد خاکی رضاآباد

### کوه بوجه
از جمله تفرجگاه‌های شهر کوه بوجه است که البته مکان مناسبی برای کوه‌نوردی و ورزش‌های صبحگاهی است.

## تأمین آب از لرستان
آب مصرفی (شرب، صنعتی، کشاورزی) مورد نیاز شهرهای خوانسار، گلپایگان، خمین، محلات، نیم ور، سلفچگان و قم از سرچشمه‌های دز در شهرستان الیگودرز تأمین می‌شود. به گفته فتاح وزیر وقت نیرو این آب یکی از بهترین آب‌های دنیا است.
با وجود آن‌که انتقال آب از شهرستان الیگودرز به شهرهای ذکر شده باعث اعتراض مردم الیگودرز شده است. سرانجام در تاریخ ۴ بهمن ۱۳۹۶ این طرح به‌طور رسمی با حضور وزیر نیرو و مدیران استانی به بهره‌برداری رسید و آب شهر خمین که تا مدت‌ها مشکل داشت از سرچشمه‌های رود دز تأمین شد. سهم خمین از این طرح ۱۸۲ لیتر بر ثانیه است.

## نگارخانه

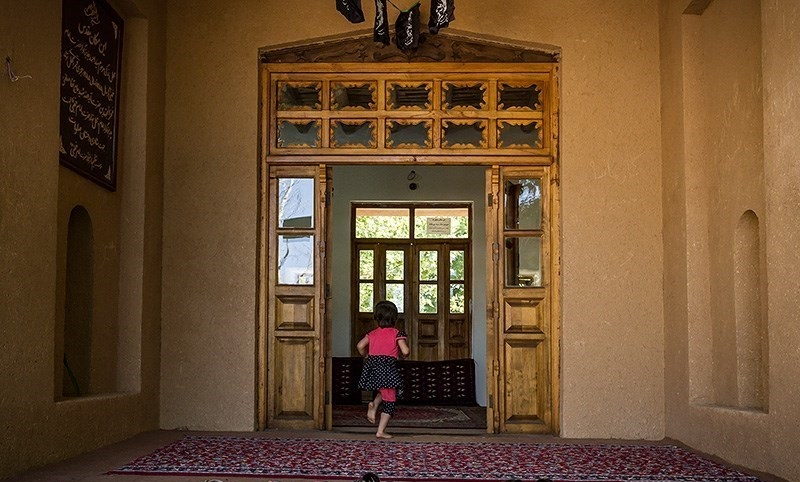
Ruhollah Khomeini birthplace 4